# Эддисон, Карен
Ка́рен Э́ддисон (англ. Karen Addison; род. 19 января 1971, Эдинбург) — шотландская кёрлингистка и тренер по кёрлингу.
В 1990, когда ей было 18 лет, её юниорская команда, где она играла на позиции третьего, а её младшая сестра Кирсти была скипом, выиграла сначала юниорский чемпионат Шотландии, а затем чемпионат мира среди юниоров 1990. Это был первый случай, когда женская команда Шотландии (любой возрастной категории — взрослые или юниоры) стала чемпионом мира.
Карен Эддисон была членом женской команды Великобритании, отобранной для участия в зимних Олимпийских играх 2010, но всего за несколько недель до начала Игр ей сказали, что она будет в команде запасной, она попыталась оспорить это решение и в результате была отчислена из команды.

## Достижения
- Чемпионат мира по кёрлингу среди женщин: бронза (2007).
- Чемпионат Европы по кёрлингу: серебро (1995, 2007).
- Чемпионат Шотландии по кёрлингу среди женщин: золото (1996, 2003, 2008, 2009).
- Чемпионат Шотландии по кёрлингу среди смешанных команд: серебро (2001, 2002, 2007).
- Чемпионат мира по кёрлингу среди юниоров: золото (1990, 1992).
- Чемпионат Шотландии по кёрлингу среди юниоров: золото (1990).

## Команды
| Сезон                                          | Четвёртый      | Третий        | Второй            | Первый          | Запасной           | Тренер         | Турниры                                 |
| ---------------------------------------------- | -------------- | ------------- | ----------------- | --------------- | ------------------ | -------------- | --------------------------------------- |
| 1989—90                                        | Кирсти Эддисон | Карен Эддисон | Джоанна Пегг      | Laura Scott     |                    |                | ЧЕ 1989 (6 место) · ЧШЮ 1990 · ЧМЮ 1990 |
| 1991—92                                        | Джиллиан Барр  | Клэр Милн     | Janice Watt       | Nikki Mauchline | Карен Эддисон      | Питер Лаудон   | ЧМЮ 1992                                |
| 1995—96                                        | Кирсти Хэй     | Эдит Лаудон   | Карен Эддисон     | Кэти Лаудон     | Клэр Милн          | Питер Лаудон   | ЧЕ 1995 · ЧШЖ 1996 · ЧМ 1996 (5 место)  |
| 2002—03                                        | Эдит Лаудон    | Карен Эддисон | Линн Кэмерон      | Кэти Лаудон     | Джеки Локхарт (ЧМ) | Кит Прентис    | ЧШЖ 2003 · ЧМ 2003 (7 место)            |
| 2003—04                                        | Эдит Лаудон    | Карен Эддисон | Линн Кэмерон      | Кэти Лаудон     | Джеки Локхарт      | Изобель Ханнен | ЧЕ 2003 (4 место)                       |
| 2004—05                                        | Джеки Локхарт  | Карен Эддисон | Катриона Дэвидсон | Энн Лэрд        |                    |                |                                         |
| 2006—07                                        | Келли Вуд      | Джеки Локхарт | Лорна Веверс      | Линдси Вуд      | Карен Эддисон      | Hew Chalmers   | ЧМ 2007                                 |
| 2007—08                                        | Келли Вуд      | Джеки Локхарт | Лорна Веверс      | Линдси Вуд      | Карен Эддисон      | Hew Chalmers   | ЧЕ 2007                                 |
| 2007—08                                        | Гейл Манро     | Линдси Уилсон | Карен Эддисон     | Энн Лэрд        | Линн Кэмерон (ЧМ)  | Рона Мартин    | ЧШЖ 2008 · ЧМ 2008 (10 место)           |
| 2008—09                                        | Ив Мюрхед      | Карен Эддисон | Рейчел Симмс      | Энн Лэрд        | Джеки Локхарт (ЧМ) | Изобель Ханнен | ЧШЖ 2009 · ЧМ 2009 (8 место)            |
| 2009—10                                        | Ив Мюрхед      | Джеки Локхарт | Келли Вуд         | Лорна Веверс    | Карен Эддисон      | Нэнси Мёрдок   | ЧЕ 2009 (6 место)                       |
| Кёрлинг среди смешанных команд (mixed curling) |                |               |                   |                 |                    |                |                                         |
| 2000—01                                        | Neil Joss      | Эдит Лаудон   | Mark Brass        | Карен Эддисон   |                    |                | ЧШСК 2001                               |
| 2001—02                                        | Neil Joss      | Эдит Лаудон   | Graeme Prentice   | Карен Эддисон   |                    |                | ЧШСК 2002                               |
| 2006—07                                        | Moray Combe    | Карен Эддисон | Sandy Christie    | Энн Лэрд        |                    |                | ЧШСК 2007                               |

(скипы выделены полужирным шрифтом)

## Результаты как тренера национальных сборных
| Год  | Турнир                            | Сборная              | Место |
| ---- | --------------------------------- | -------------------- | ----- |
| 1998 | Чемпионат Европы по кёрлингу 1998 | Нидерланды (женщины) | 1     |

## Частная жизнь
Её сестра Кирсти Хэй (урожд. Кирсти Эддисон) — тоже кёрлингистка, они в одной команде выиграли чемпионат мира среди юниоров 1990 и чемпионат Шотландии среди женщин 1996.